# Abu-Jàfar al-Utbí
Abu-Jàfar al-Utbí (àrab: أبو جعفر العُتبي, Abū Jaʿfar al-ʿUtbī) fou un visir samànida sota l'emir Abd-al-Màlik I ibn Nuh (954-961) del 956 al 959 i després altre cop (aquesta vegada conjuntament amb Abu-Alí Muhàmmad al-Balamí) sota Mansur I ibn Nuh (961-976). Intentà reforçar el poder de l'emir contra l'ambició dels caps militars turcs; va tenir una bona administració i va restaurar la capacitat econòmica dels emirs omplint el seu tresor. Hauria construït una mesquita a la capital Bukharà.